# Alfred Schwarzmann
Alfred Schwarzmann (23. března 1912 Fürth – 11. března 2000 Goslar) byl německý gymnasta, trojnásobný olympijský vítěz.
Pocházel z obchodnické rodiny a vyučil se cukrářem, od roku 1929 byl vojákem z povolání. V roce 1934 se stal mistrem Německa v gymnastickém víceboji. Na berlínské olympiádě zvítězil ve víceboji jednotlivců i družstev a v přeskoku, třetí místa obsadil na hrazdě a na bradlech a čtvrté na kruzích. V roce 1938 vyhrál na německém šampionátu víceboj, hrazdu a přeskok.
Za druhé světové války se zúčastnil jako Fallschirmjäger invaze do Nizozemska, při níž byl raněn a obdržel Rytířský kříž Železného kříže. Po vyléčení bojoval na Krétě a v Něvském pětníku, odešel do výslužby s hodností majora a po válce pracoval jako tělocvikář. Na Letních olympijských hrách 1952 reprezentoval západní Německo a získal ve věku čtyřiceti let stříbrnou medaili na hrazdě. Posmrtně byl uveden do Síně slávy německého sportu a časopis Kicker ho vyhlásil nejlepším německým gymnastou dvacátého století. V Goslaru je po něm pojmenována sportovní hala.
Jeho dcera Helma Schwarzmannová je trenérkou voltiže.